# Gullybukta
Gullybukta is een baai van het eiland Spitsbergen, dat deel uitmaakt van de Noorse eilandengroep Spitsbergen.

## Geografie
De baai ligt in het westen van Albert I Land in het noordwesten van het eiland Spitsbergen. De baai ligt aan de zuidzijde van het fjord Magdalenefjorden.
Vanuit het zuiden stroomt de Gullybreen in de baai.